# Sinna extrema
Sinna extrema är en fjärilsart som beskrevs av Walker 1854. Sinna extrema ingår i släktet Sinna och familjen trågspinnare. Sinna extrema koresinna är listad som underart i Catalogue of Life.